# 브라차노
브라차노(이탈리아어: Bracciano)는 이탈리아 라치오주 로마현에 위치한 코무네다. 로마로부터 북서쪽 30 km 거리에 있다. 화산 호수 브라차노 호수와 잘 보존된 중세시대성 카스텔로 오데스칼치가 유명하다.

## 같이 보기
- 오르시니가